# Le Gicq
Le Gicq är en kommun i departementet Charente-Maritime i regionen Nouvelle-Aquitaine i västra Frankrike. Kommunen ligger  i kantonen Aulnay som ligger i arrondissementet Saint-Jean-d'Angély. År 2022 hade Le Gicq 119 invånare.

## Befolkningsutveckling
Antalet invånare i kommunen Le Gicq
Referens:INSEE